# Teredorus carmichaeli
Teredorus carmichaeli är en insektsart som beskrevs av Hancock, J.L. 1915. Teredorus carmichaeli ingår i släktet Teredorus och familjen torngräshoppor. Inga underarter finns listade i Catalogue of Life.